# Esferes de Klerksdorp

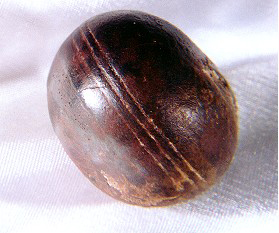
Una esfera de Klerksdorp. Tenen unes dimensions de 3 a 4 centímetres de diàmetre i uns 2,5 centímetres de grossor

Les esferes de Klerksdorp són unes boletes de pirita que s'han anat trobant a Ottosdal (Sud-àfrica) en estrats precambrians de fa 2.800 milions d'anys per miners. Aquestes s'exposen al Museu de Klerkdorp.
Per la seva forma rodona i les línies que s'hi observen s'especula que hagin pogut ser creades per éssers intel·ligents. Aquest punt de vista es recull en l'obra Arqueologia prohibida de Michael Cremo. No obstant això, probablement siguin nòduls de pirita d'origen metamòrfic, i nòduls de goethita formats pel desgast de la pirita. En un article sobre aquest assumpte, Paul Henrich recalca que les fonts de Cremo, pel que fa a les esferes suposadament "anòmales", eren Weekly World News (Notícies Mundials setmanals), una font que difícilment es pot acceptar com a seriosa i reputada.